# Pont des Cathédrales
Le pont de cathédrales est un pont ferroviaire à deux voies situé à Saint-Denis (Seine-Saint-Denis) qui prend la suite du pont numéro 1 précédemment installé à proximité et qui est, comme son nom l'indique, le premier pont de la ligne de La Plaine à Hirson et Anor (frontière) au départ de la gare de Paris-Nord. 

## Situation et accès
Composé de deux voies, le pont franchit par un saut-de-mouton d'autres voies ferrés de l'axe ferroviaire de Paris-Nord empruntées par les RER B et D, et voit circuler en particulier les trains de la ligne K et le TER Paris-Laon, certains trains du RER B, mais aussi à partir de 2027CDG Express. Il est le premier pont franchi par les trains ces lignes ayant quitté la gare de Paris-Nord, avant les trains ne passent par le pont de Soissons. 
Le pont s'insère dans faisceau ferroviaire nord, où transitent chaque jour 1,6 million de voyageurs, ce qui en fait le plus fréquenté d’Europe.

## Historique
Le pont des Cathédrales doit son nom à la proximité des cathédrales du Rail, bâtiments de maintenance de l'ancien dépôt de La Plaine. 
Le pont est mis en place entre l'automne 2024 et l'été 2025, occasionnant des restrictions temporaires de circulation, afin de remplacer un précédent pont en fer puddlé, dit « pont numéro 1 », qui datait de 1894,. L'opération-clé du lançage est effectuée en février 2025. Sa mise en service complète est prévue mi-août 2025. La nouvelle voie et la caténaire sont installées fin mars, puis lors du week-end de Pâques (19, 20 et 21 avril), avant le démontage de l'ancien pont  mi-juillet, alors que le nouvel ouvrage doit être mis en service le 15 août 2025.

## Caractéristiques
Le pont de type Warren pèse 1 800 tonnes, pour des mesures de 143 mètres de long et 16 m de haut, pour un investissement de 50 millions d’euros. Ses élements ont été fabriqués à Lauterbourg (Bas-Rhin) et acheminées par convois exceptionnels pour être assemblé sur place.
Le pont de type Warren pèse 1 800 tonnes, pour des mesures de 143 mètres de longueur — ce qui en fait le grand pont ferroviaire de ce type en Europe — et 16,50 m de haut, pour un investissement de 50 millions d’euros, dont 30 millions d’euros par le projet CDG Express.